# Daïras de la wilaya de Constantine
La wilaya de Constantine est composée de sept daïras (circonscriptions administratives), chacune comprenant plusieurs communes, pour un total de douze communes.

## Liste de daïras
Daïras de la wilaya de Constantine :

1. Constantine
2. El Khroub
3. Aïn Abid
4. Zighoud Youcef
5. Hamma Bouziane
6. Ibn Ziad

| Daïra          | Nombre de communes | Communes                        | Superficie (km²) | Population (hab.) |
| -------------- | ------------------ | ------------------------------- | ---------------- | ----------------- |
| Constantine    | 1                  | Constantine                     | 231,63           | 448 374           |
| El Khroub      | 2                  | El Khroub, Ouled Rahmoune       |                  |                   |
| Aïn Smara      | 1                  | Aïn Smara                       |                  |                   |
| Aïn Abid       | 2                  | Aïn Abid, Ibn Badis             | 634,22           | 50 478            |
| Zighoud Youcef | 2                  | Zighoud Youcef, Beni Hamiden    | 367,97           | 44 645            |
| Hamma Bouziane | 2                  | Hamma Bouziane, Didouche Mourad | 186,88           | 124 903           |
| Ibn Ziad       | 2                  | Ibn Ziad, Messaoud Boudjriou    | 257,37           | 27 911            |